# Grüne Partei Taiwans

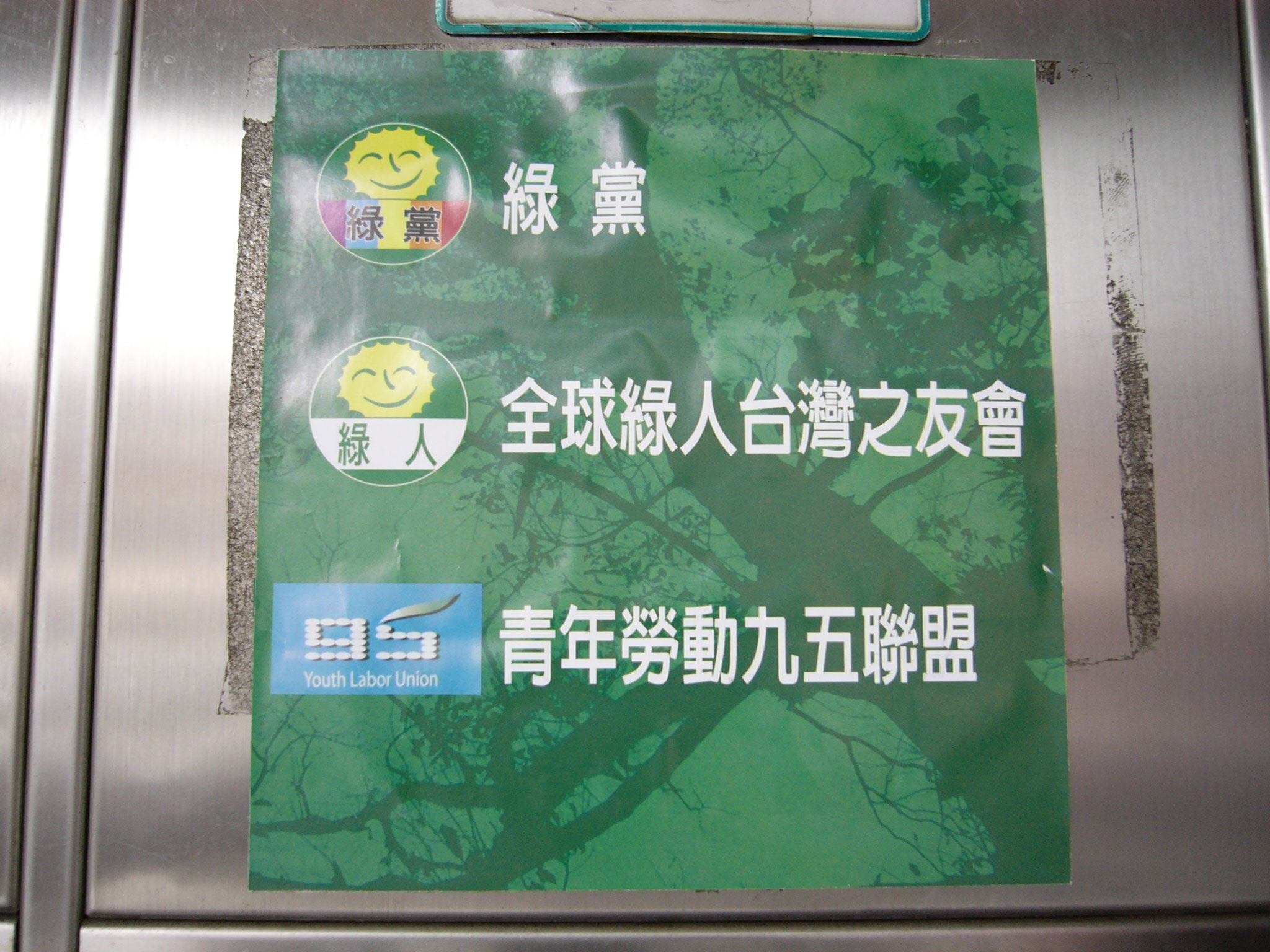
Logo der Grünen Partei Taiwans (ganz oben)

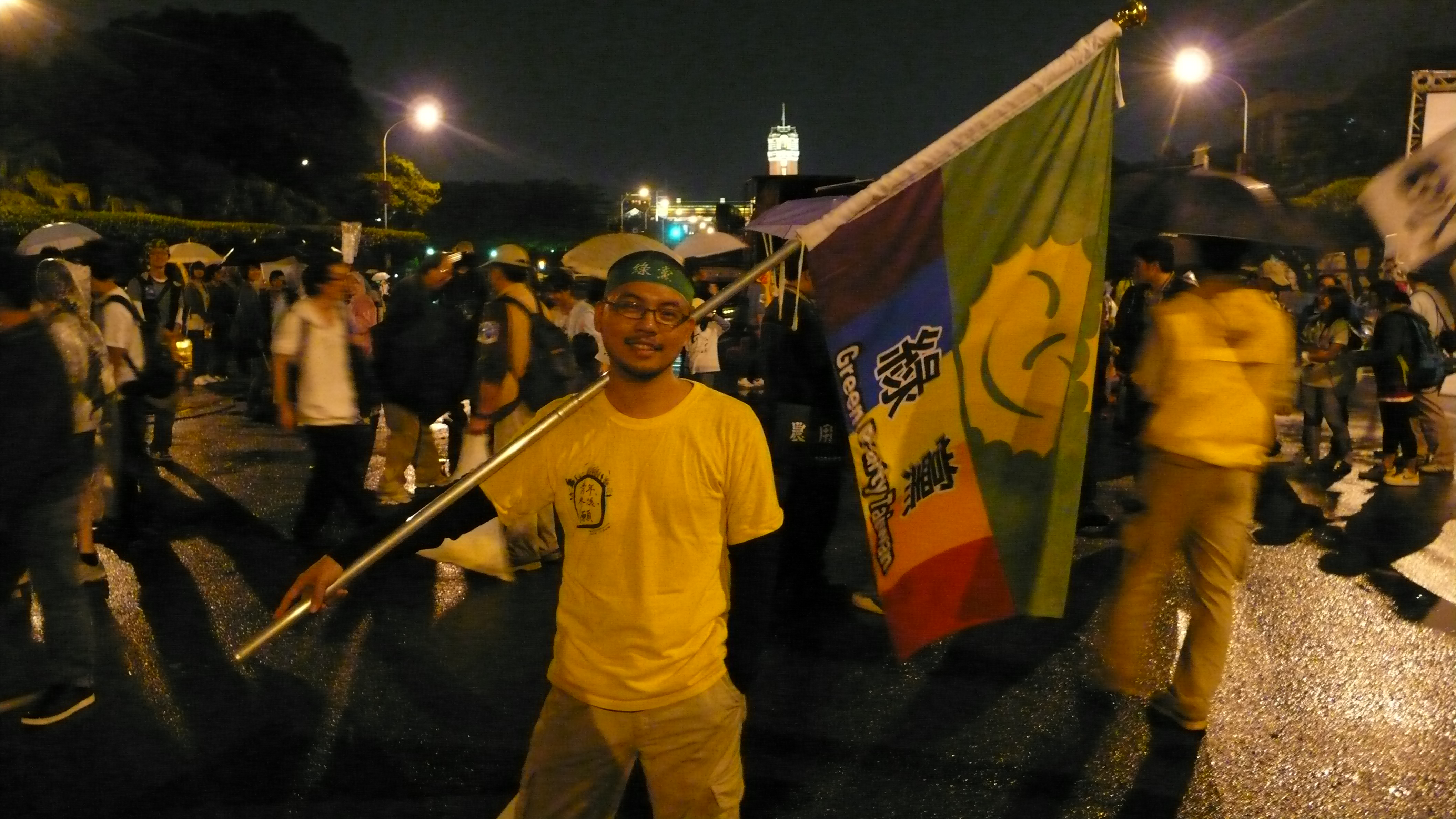
Wang Chung-Ming, ein führender Aktivist der Grünen Partei mit der Parteifahne bei einer Demonstration am 13. November 2010

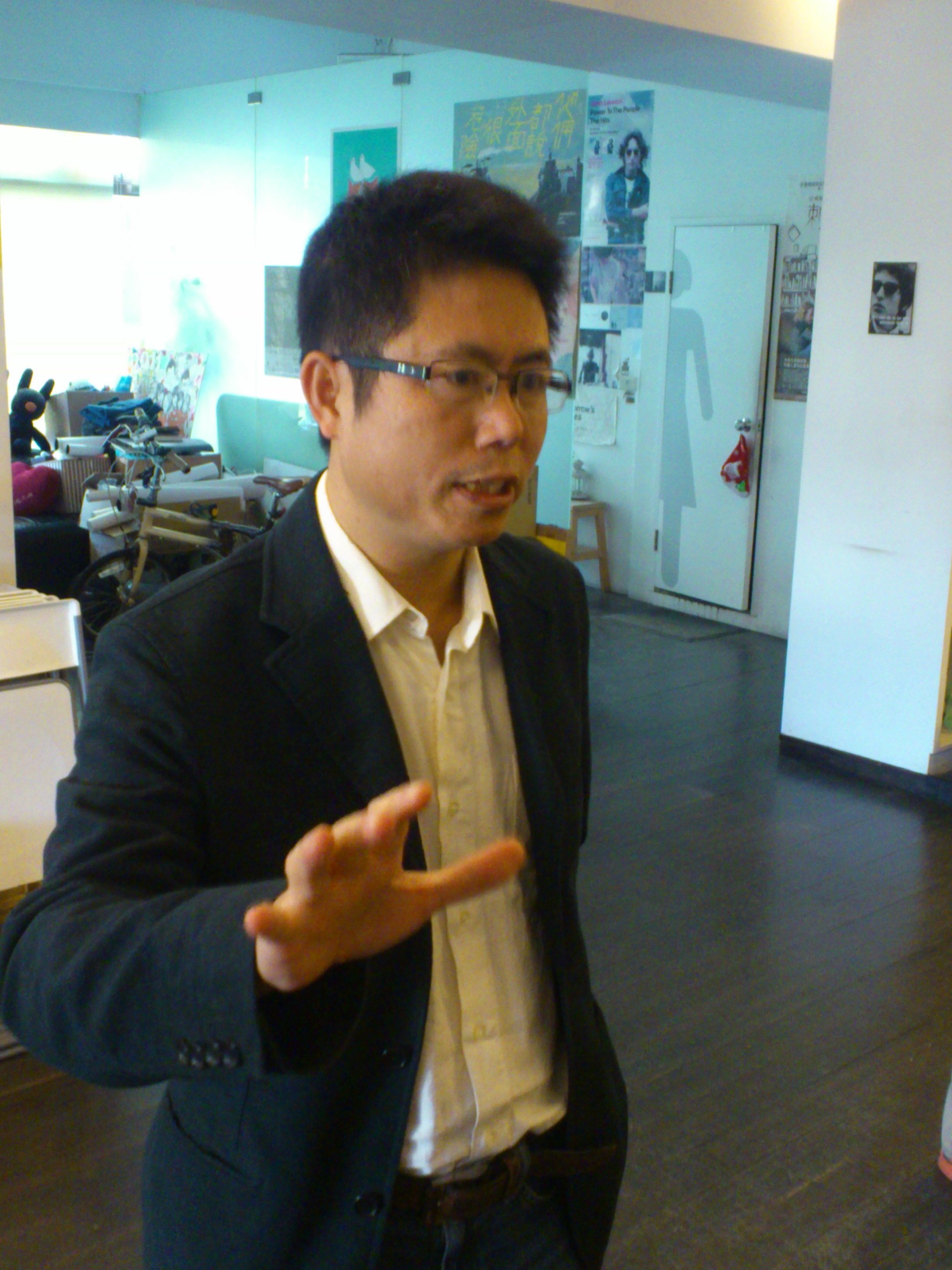
Li Ken-cheng (李根政, Oktober 2014), früherer Parteivorsitzender der GPT

Die Grüne Partei Taiwans (GPT, chinesisch 台灣綠黨, Pinyin Táiwān Lǜ Dǎng, Taiwanisch: Tâi-ôan Le̍k Tóng) ist eine kleine politische Partei in der Republik China auf Taiwan, die für eine Grüne Politik eintritt.

## Parteigeschichte und Programmatik
Die Grüne Partei Taiwans wurde am 25. Januar 1996, einige Jahre, nachdem die Demokratisierung auf Taiwan eingesetzt hatte, unter der Führung von Kao Cheng-yen (高成炎) gegründet. Bis in die 1990er Jahre hinein waren Umweltschutz- und Bürgerrechtsthemen wesentlich durch die Demokratische Fortschrittspartei (DPP) vertreten worden. Nach der Demokratisierung etablierte sich die DPP als Haupt-Oppositionspartei gegenüber der bisher herrschenden Kuomintang. Es entstand eine zunehmende Kluft zwischen Umweltschutzaktivisten und Bürgerrechtlern und der DPP-Parteiführung. Erstere warfen der DPP vor, in ihrem Streben nach der politischen Macht zu viele Kompromisse einzugehen. Zu einem zentralen Streitpunkt wurden die Auseinandersetzungen um den Bau des vierten Kernkraftwerks (N4PS) in Taiwan, gegen den die DPP nach Ansicht von Umweltschützern allenfalls halbherzig opponierte. Dies führte letztlich zur Gründung der Grünen Partei Taiwans.
Die Themen der GPT entsprechen den Themen anderer grüner Parteien weltweit und die Partei bekennt sich zu den vier Grundprinzipien der ökologischen Nachhaltigkeit, der Basisdemokratie, der sozialen Gerechtigkeit und des Weltfriedens.
Bei der Wahl zur Nationalversammlung 1996 stellte die frisch gegründete Partei insgesamt 13 Kandidaten auf, die zusammen mehr als 100.000 Stimmen erzielten, was zwar keine Mandate in der Nationalversammlung zur Folge hatte, jedoch als Achtungserfolg gesehen wurde. 1997 formulierte die Partei ein politisches Programm, das unter anderem folgende Kerninhalte hatte: eine sozial gerechte Steuerreform mit höheren Steuern für „Super-Reiche“, Steuerentlastungen für Geringverdiener, Energieeffizienz-Messungen und ein besseres System der Wiederverwertung von Rohstoffen, eine klare Definition der langfristigen Entwicklungsziele der taiwanischen Gesellschaft, eine verstärkte Mitsprache von Angestellten und Arbeitern an Unternehmensentscheidungen. Hinsichtlich der Energiewirtschaft sprach sich die Partei für die Einstellung der Planungen für ein viertes Atomkraftwerk auf Taiwan und die baldmögliche Schließung der drei bestehenden Atomkraftwerke aus. Energieeinsparung solle gefördert werden und die Energiegewinnung auf Biogas, Erdwärme und erneuerbare Energien umgestellt werden. Umweltverschmutzende Industrien, wie die erdölverarbeitende, Stahl- und Zementindustrie sollten zurückgefahren werden. Politisch sprach sich die Partei für Verfassungsreformen aus. Die taiwanische Verfassung sollte durch Zusätze ergänzt werden, dass die Republik China auf Taiwan ein nuklearwaffenfreier, bündnisfreier, neutraler und den Grundsätzen der Ökologie verpflichteter Staat sei. Die Möglichkeit von landesweiten direkten Volksinitiativen und Volksabstimmungen sollte in die Verfassung aufgenommen werden. Eine Frauenquote von 30 % für das gewählte Parlament und die Regierung sollte gesetzlich festgelegt werden. Hinsichtlich des Streits um den politischen Status Taiwans (einseitige Unabhängigkeitserklärung Taiwans oder weiteres Festhalten am Ziel der „Wiedervereinigung Chinas“) vermied die Grüne Partei lange Zeit eine klare Stellungnahme. In neuerer Zeit sprach sie sich aber zunehmend deutlicher für das Selbstbestimmungsrecht der Bevölkerung Taiwans und die Unabhängigkeit Taiwans aus. Vor der Präsidentschaftswahl am 11. Januar 2020 erklärte die Partei ihre Unterstützung für die DPP-Kandidatin Tsai Ing-wen.
Vom 30. April bis 2. Mai 2010 richtete die Partei den zweiten Kongress des Asien-Pazifik-Netzwerks der Grünen (Asia Pacific Greens Network, APGN), in dem grüne Parteien aus verschiedenen Ländern Asiens und Australien/Ozeaniens zusammenarbeiten, in Taipeh aus.

## Bisherige Wahlergebnisse
Schon kurz nach ihrer Gründung 1996 gelang der Partei ein Achtungserfolg bei der Wahl zur Nationalversammlung 1996. Die GPT erhielt 1,1 % der Stimmen. Den höchsten Stimmenanteil erzielte sie mit 8,8 % im Landkreis Yunlin, wo auch als einziger ihrer 13 Kandidaten Kao Meng-ting (高孟定) im Wahlkreis Yunlin-1 gewählt wurde. Nach dem Jahr 1996 fiel die GPT aber dann schnell in der Wählergunst ab und verschwand in den Jahren 1999 bis 2005 fast vollständig von der politischen Bildfläche. Seit 2006 ist ein langsamer Wiederaufstieg der Partei zu beobachten. Bei den Wahlen zum Legislativ-Yuan gewann sie bisher keine Mandate (hier gilt für Parteilistenkandidaten eine 5-Prozent-Sperrklausel). Bei den Regionalwahlen 2014 erzielte die Partei einen ersten größeren Erfolg und konnte zwei Abgeordnete in den Kreisrat von Hsinchu und  den Stadtrat von Taoyuan entsenden. Vor der Wahl zum Legislativ-Yuan 2016 schloss die GPT ein Wahlbündnis mit der neu gegründeten Sozialdemokratischen Partei Taiwans. Dieses Bündnis erreichte 2,5 % der Stimmen. Danach löste die Grüne Partei das Bündnis mit den Sozialdemokraten wieder.
| Landesweite Wahl                  | Stimmen | Prozent |
| --------------------------------- | ------- | ------- |
| Wahl zur Nationalversammlung 1996 | 113.949 | 1,1 %   |
| Wahl des Legislativ-Yuans 1998    | 8089    | 0,1 %   |
| Wahl des Legislativ-Yuans 2001    | 1045    | <0,1 %  |
| Wahl des Legislativ-Yuans 2004    | 14.767  | 0,15 %  |
| Wahl des Legislativ-Yuans 2008    | 79.729  | 0,62 %  |
| Wahl des Legislativ-Yuans 2012    | 229.566 | 1,74 %  |
| Wahl des Legislativ-Yuans 2016†   | 308.106 | 2,53 %  |
| Wahl des Legislativ-Yuans 2020    | 341.465 | 2,41 %  |

†Gemeinsame Wahlliste mit der Sozialdemokratischen Partei Taiwans.